# 아사고 밀라노피오리 노르드역
아사고 밀라노피오리 노르드 역(이탈리아어: Assago Milanofiori Nord)은 밀라노 지하철의 2호선의 역이다. 시내 요금 구간 바깥인 아사고 남부에 위치해 있다. 2호선은 이 역에서 오토스트라다 A7과 나란히 이어진다.

## 시설
이 역에는 다음과 같은 시설이 있다.
- 장애인 승객을 위한 접근 시설
- 엘레베이터
- 에스컬레이터
- 승차권 자동 판매기
- 역 감시카메라

| 밀라노 지하철                     | 밀라노 지하철       | 밀라노 지하철            |
| --------------------------------- | ------------------- | ------------------------ |
| 파마고스타 제사테 / 콜로뇨 노르드 | 밀라노 지하철 2호선 | 아사고 밀라노피오리 포룸 |